# Chata Pešákovna
Horská chata Pešákovna – czeskie schronisko turystyczne, położone na wys. 850 m n.p.m. na terenie osady Jizerka w Górach Izerskich.

## Historia i warunki pobytu
Schronisko funkcjonuje w budynku pochodzącym z 1842 roku, który po II wojnie światowej użytkowany był jako gajówka. Nazwa chaty pochodzi od nazwiska gajowego Jaroslava Pešáka, który pełnił tę funkcję w latach 80. XX wieku.
Obiekt posiada 27 miejsc noclegowych w pokojach 2, 3, 5 i 6-osobowych ze wspólnym zapleczem sanitarnym. Na miejscu funkcjonuje restauracja (gospoda). W chacie akceptowane są zwierzęta.

## Szlaki turystyczne
W pobliżu chaty przebiega   Hejnice - Lázně Libverda - Hubertka - Nebeský žebřík (węzeł szlaków, 931 m n.p.m.) - Předěl (890 m n.p.m.) - Pytlácké kameny (975 m n.p.m.) - Jelení stráň (1018 m n.p.m.) - Chata Pešákovna (Jizerka) - Harrachov st. kol. - Harrachov Nový Svět - Przejście graniczne Jakuszyce-Harrachov (CZ/PL).